# Castelnovo ne' Monti
Castelnovo ne' Monti är en ort och kommun i provinsen Reggio Emilia i regionen Emilia-Romagna i Italien. Kommunen hade 10 506 invånare (2018).